# Эффект Ребиндера
Эффе́кт Ре́биндера — облегчение диспергирования под влиянием адсорбции.

## Описание
Эффект открыт Петром Александровичем Ребиндером в 1928 году. Он представляет собой адсорбционное понижение прочности — изменение механических свойств твёрдых тел вследствие физико-химических процессов, вызывающих уменьшение поверхностной (межфазной) энергии тела, что может приводить к деформации. В случае кристаллического твёрдого тела, помимо уменьшения поверхностной энергии, для проявления эффекта Ребиндера важно также, чтобы кристалл имел дефекты в структуре, необходимые для зарождения трещин, которые затем под влиянием среды распространяются. У поликристаллических тел такими дефектами являются границы зёрен:350. Проявляется в снижении прочности и возникновении хрупкости, уменьшении долговечности, облегчении диспергирования.
Для проявления эффекта Ребиндера необходимы следующие условия:
- Контактирование твердого тела с жидкой средой
- Наличие растягивающих напряжений

Основными характерными чертами, отличающими эффект Ребиндера от других явлений, например, коррозии и растворения, являются следующие:337:
- быстрое появление — немедленно после контакта тела со средой
- достаточность мизерного объёма действующего на твёрдое тело вещества, но только с сопутствующим механическим воздействием
- возвращение тела к начальным характеристикам после удаления среды (в ряде случаев это не так, например, при самодиспергировании)

## Примеры эффекта Ребиндера
Проволока из монокристаллического цинка, на воздухе растягивающаяся в два раза, после окунания в раствор нитрата ртути при слабой попытке растянуть разламывается с образованием гладких поверхностей излома; пластина поликристаллического цинка, на воздухе складываемая пополам без трещин, после нанесения капли ртути или галлия и слабой попытке согнуть в этом месте, трескается и ломается:337. Вообще проявление эффекта Ребиндера при контакте твёрдого металла или сплава с жидким металлом довольно распространено, подверженные ему пары металл (сплав)—расплав металла включают также следующие: цинк—олово, сталь—индий, сталь—кадмий, алюминий—галлий. Это важно учитывать, например, при сварке и пайке:355.
В ионных кристаллах эффект Ребиндера проявляется при контакте с определёнными полярными веществами: пластичные при температуре 400 °C монокристаллы хлорида натрия при наличии расплава хлорида цинка или расплава хлорида алюминия и растяжении становятся хрупкими; поликристаллы хлорида калия теряют прочность при изгибе и растяжении в воде, насыщенной хлоридом же калия. Эффект Ребиндера в ионных кристаллах может применяться для улучшения бурения горных пород. Силикатное стекло теряет прочность на излом в присутствии воды:356.
Для молекулярных кристаллов проявление эффекта Ребиндера возможно при контакте с определёнными неполярными веществами. Так, поликристаллы нафталина теряют до половины своей прочности и больше в присутствии бензола, дихлорметана:357.